# U.S. National Championships 1909
Gli U.S. National Championships 1909 (conosciuti oggi come US Open) sono stati la 29ª edizione degli U.S. National Championships e quarta prova stagionale dello Slam per il 1909. I tornei maschili si sono disputati al Newport Casino di Newport, quelli femminili e il doppio misto al Philadelphia Cricket Club di Filadelfia, negli Stati Uniti.
Il singolare maschile è stato vinto dallo statunitense William Larned, che si è imposto sul connazionale William Clothier in cinque set col punteggio di 6–1, 6–2, 5–7, 1–6, 6–1. Il singolare femminile è stato vinto dalla statunitense Hazel Hotchkiss Wightman, che ha battuto in finale la connazionale Maud Barger-Wallach. Nel doppio maschile si sono imposti Fred Alexander e Harold Hackett. Nel doppio femminile hanno trionfato Hazel Hotchkiss e Edith Rotch. Nel doppio misto la vittoria è andata a Hazel Hotchkiss, in coppia con Wallace Johnson.

## Seniors

### Singolare maschile
William Larned ha battuto in finale  William Clothier con il punteggio di 6–1, 6–2, 5–7, 1–6, 6–1.

### Singolare femminile
Hazel Hotchkiss Wightman ha battuto in finale  Maud Barger-Wallach con il punteggio di 6–0, 6–1.

### Doppio maschile
Fred Alexander /  Harold Hackett hanno battuto in finale  Maurice McLoughlin /  George Janes con il punteggio di 6–4, 6–4, 6–0.

### Doppio femminile
Hazel Hotchkiss /  Edith Rotch hanno battuto in finale  Dorothy Green /  Louise Moyes con il punteggio di 6–1, 6–1.

### Doppio misto
Hazel Hotchkiss /  Wallace Johnson hanno battuto in finale  Louise Hammond /  Ray Little con il punteggio di 6–2, 6–0.